# Râul Valea Dracului, Prahova
Râul Valea Dracului este un curs de apă, afluent al râului Prahova. 